# Complexo Mycobacterium tuberculosis
O complexo Mycobacterium tuberculosis  é um grupo de bactérias do gênero Mycobacterium capazes de causar tuberculose em seres humanos ou outros organismos.
Inclui:
- Mycobacterium tuberculosis
- Mycobacterium africanum
- Mycobacterium bovis e o Bacilo de Calmette–Guérin
- Mycobacterium microti
- Mycobacterium canetti
- Mycobacterium caprae
- Mycobacterium pinnipedii
- Mycobacterium suricattae
- Mycobacterium mungi[1]

Além disso, existem dois ramos que têm semelhanças  filogenéticas, mas possuem descrição incompleta: os bacilos "dassie" e "oryx"